# 越前町立糸生小学校
越前町立糸生小学校（えちぜんちょうりつ いとうしょうがっこう）は、福井県丹生郡越前町にある町立小学校。

## 沿革

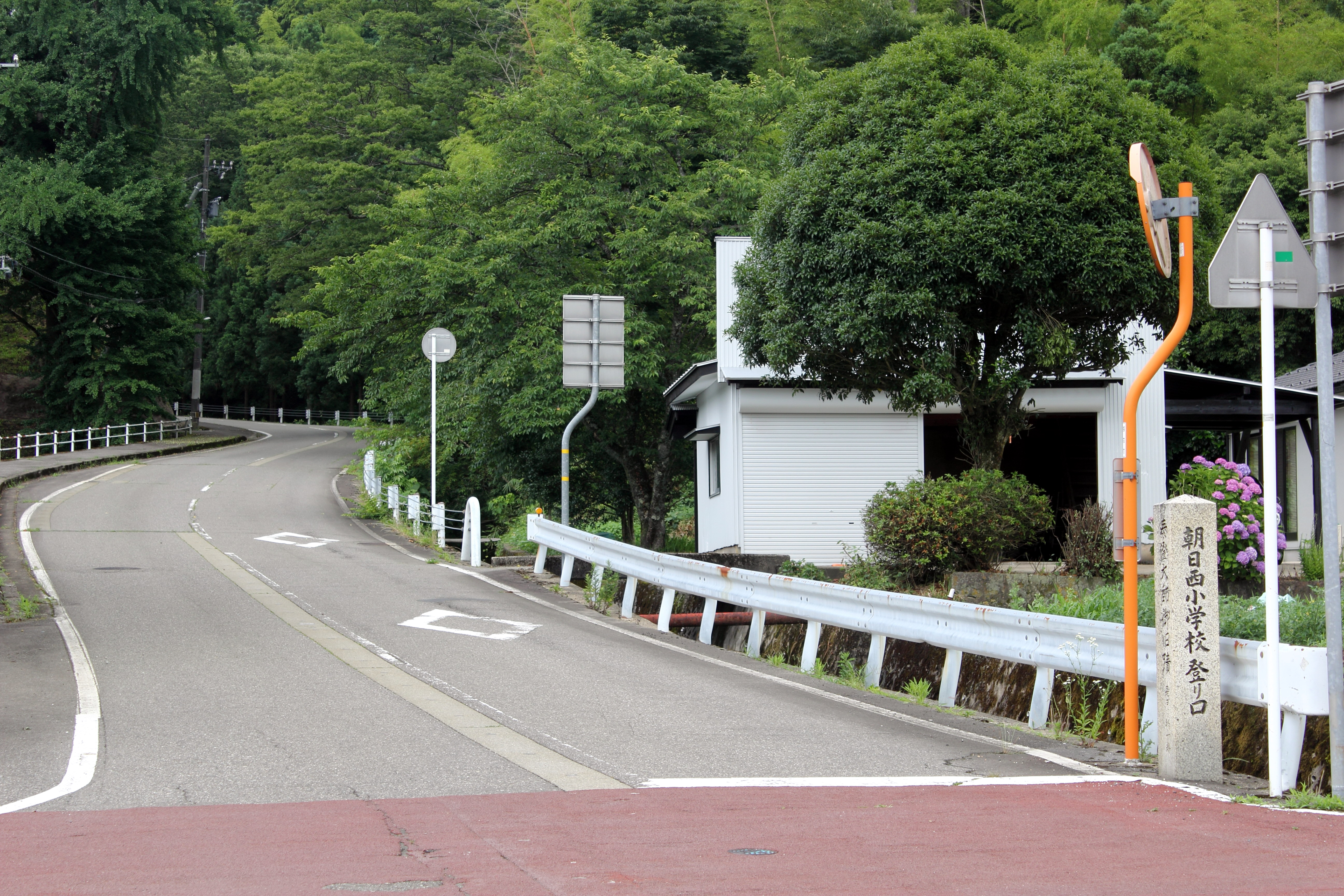
小学校への案内道標（校名は変更前のもの）

- 2005年（平成17年）2月1日 - 町村合併（朝日町・宮崎村・織田町・越前町）により、朝日町立朝日西小学校から越前町立糸生小学校と改称。

## 進学先中学校
- 越前町立朝日中学校